# Гарибальдийские бригады
Гарибальди́йские брига́ды (итал. Brigate Garibaldi) — партизанские отряды, действовавшие в Италии в период оккупации страны нацистской Германией в 1943—45 годах и сыгравшие большую роль в освобождении Италии от немецких войск.
Были организованы Итальянской коммунистической партией, хотя среди партизан были и участники других политических партий и движений из Комитета национального освобождения (CLN), например, Итальянской социалистической партии. Названы в честь Джузеппе Гарибальди, активного деятеля движения Рисорджименто.
Первые гарибальдийские бригады были сформированы в ноябре 1943, и к апрелю 1945 их насчитывалось 575. Каждая бригада насчитывала 40—50 партизан и организационно состояла из 4—5 групп, каждая из которых, в свою очередь, делилась на два звена по 5—6 бойцов в каждом. Позднее бригады были преобразованы в дивизии. Главное командование бригад возглавляли коммунистические лидеры Луиджи Лонго и Пьетро Секкья.
Гарибальдийские бригады составляли около половины вооружённых сил партизанской армии и были наиболее боеспособными и хорошо организованными. Летом и осенью 1944 года принимали ключевое участие в широкомасштабном наступлении партизанской армии в Центральной и Северной Италии, а также стали ударной силой Апрельского восстания 1945 года. С середины 1944 по март 1945 года они провели в целом около 6,5 тыс. боевых операций и более 5,5 тыс. диверсий.
На конец апреля 1945 года в гарибальдийских бригадах насчитывалось около 51 тыс. бойцов, входящих в 23 дивизии, из общего количества около 100 тыс. партизан. В частности, на 15 апреля главное командование бригад располагало 9-ю дивизиями в Пьемонте (15 тыс. бойцов), тремя — в Ломбардии (4 тыс.), четырьмя — в Венеции (10 тыс.), тремя — в Эмилии (12 тыс.) и четырьмя в Лигурии (10 тыс.).